# 小行星1400
小行星1400（1400 Tirela）是一颗围绕太阳公转的小行星。1936年11月17日，路易·博耶在阿尔及尔发现了此天体。
該小行星以博耶的朋友查爾斯·提雷爾（Charles Tirel）命名。
这颗小行星的绝对星等为109.60746等。